# هکسان
هکسان (دانمارکی: Häxan) یا جادوگری در گذر اعصار (به انگلیسی: Witchcraft Through the Ages) یک فیلم صامت نیمه‌مستند سوئدی-دانمارکی در سبک ترسناک و فانتزی به کارگردانی بنیامین کریستنسن است که سال ۱۹۲۲ اکران شد. فیلم از متمایزترین آثار دورهٔ صامت و همچنین پرخرج‌ترین فیلم صامت اسکاندیناوی به‌شمار می‌رود. هکسان هنگام اکران در سوئد و دانمارک مورد تحسین قرار گرفت اما به‌خاطر نمایش تصاویر شکنجه، برهنگی و انحراف جنسی در آمریکا ممنوع و در دیگر کشورها به‌شدت سانسور شد.
این فیلم در فهرست ۱۰۰۱ فیلمی که هر کسی باید تا آخر عمر ببیند قرار دارد.

## موضوع
این فیلم چندبخشی با نگاهی به رسالهٔ پتک جادوگران به‌منظور توصیف تصورات و توهمات منتهی به جادوگری ساخته شده‌است.